# Głubczyce (plemię)

Lokalizacja plemion śląskich w IX i X wieku

Głubczyce, lub Głąbczyce (polskiemu „ą” odpowiadało czeskie „u”) – niewielkie plemię zachodniosłowiańskie osiadłe w IX–X wieku na południowym pograniczu śląsko-czeskim w rejonie dzisiejszych Głubczyc. Często identyfikuje się ich z wymienionym w Geografie Bawarskim plemieniem Lupiglaa.